# Pier Giorgio Bellocchio

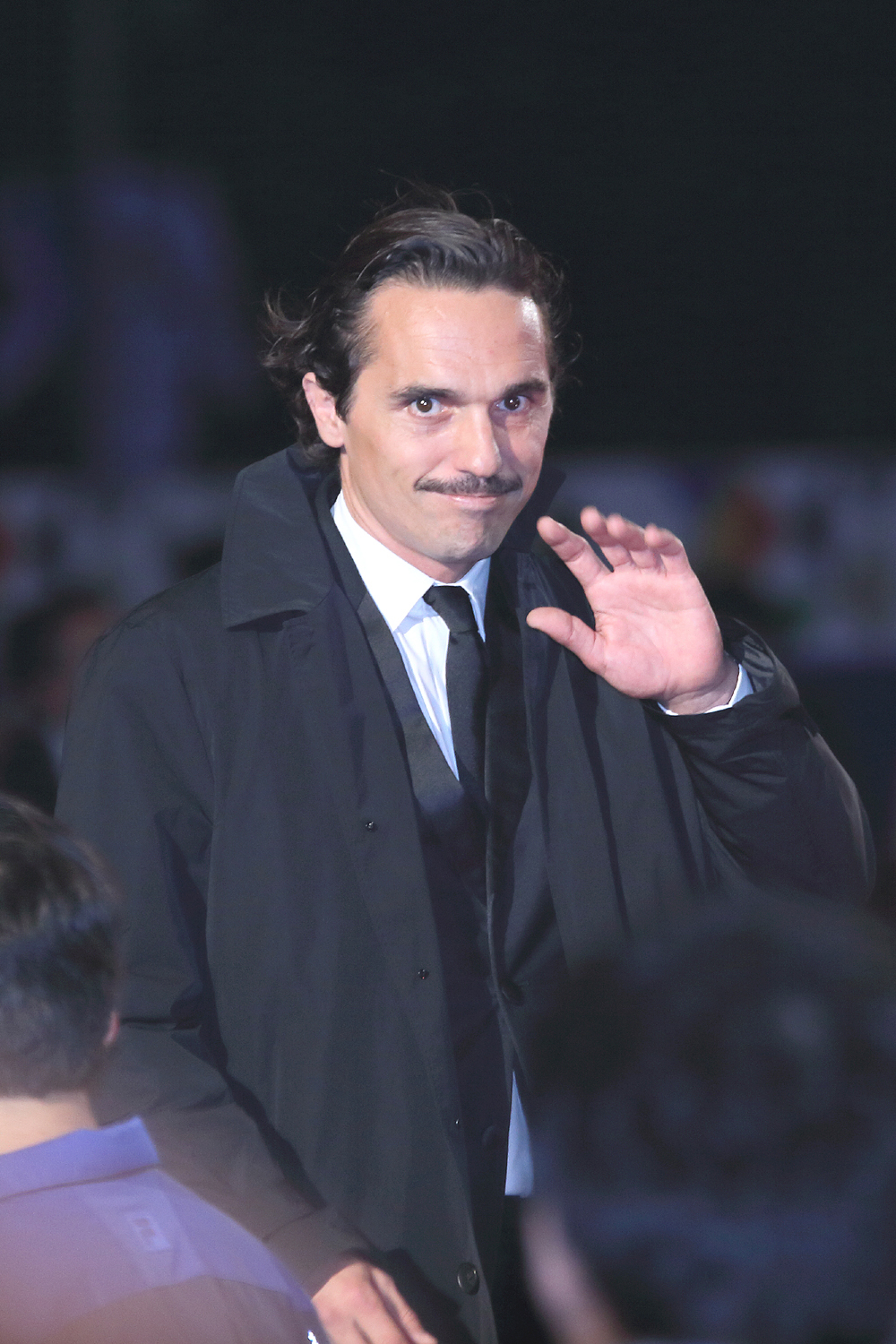
Pier Giorgio Bellocchio (2015)

Pier Giorgio Bellocchio (auch Piergiorgio Bellocchio, * 16. April 1974 in Rom) ist ein italienischer Schauspieler, Filmproduzent und Regisseur.

## Leben
Bellocchio kam als Sohn des Regisseurs Marco Bellocchio schon als Kind mit dem Film in Berührung und spielte in Filmen seines Vaters Rollen, unter anderem in den preisgekrönten Filmen Buongiorno, notte – Der Fall Aldo Moro (2003), Vincere (2009), Bella Addormentata (2012) und Träum was Schönes – Fai Bei Sogni (2016). Seit 1994 fungierte er auch als Produzent von einigen Filmen seines Vaters und war Regieassistent bei zwei Filmen anderer Regisseure. Im selben Jahr debütierte er auch als Regisseur und inszenierte eine Episode des Films DeGenerazione.
Ab 1997 als Produzent auch für das Fernsehen tätig, verstärkte Bellocchio im neuen Jahrtausend auch seine Tätigkeit vor der Kamera.

## Filmografie (Auswahl)

### Darstellung
- 1980: Vacanze in Val Trebbia
- 2003: Buongiorno, notte – Der Fall Aldo Moro (Buongiorno, notte)
- 2004: Bruderkrieg – Jeder Freund ist auch dein Feind (Radio West)
- 2009: Vincere
- 2012: Bella addormentata
- 2013: Il terzo tempo
- 2015: Sangue del mio sangue
- 2016: Träum was Schönes (Fai bei sogni)
- 2017: Seguimi
- 2019: Il Traditore – Als Kronzeuge gegen die Cosa Nostra (Il traditore)
- 2023: Diabolik ist nicht zu fassen (Diabolik chi sei?)
- 2024: Se posso permettermi – Capitolo II (Kurzfilm)

### Produktion
- 1994: Il sogno della farfalla
- 2008: Chi nasce tondo

### Regie
- 1994: DeGenerazione (Episode Arrivano i nostri)